# Творческий кризис
Творческий кризис (в английском языке принят термин writer’s block, писательский блок) — состояние, в котором автор теряет способность создавать новые произведения или переживает творческий спад. Тяжесть состояния варьируется от сложности в придумывании оригинальных идей до многолетней неспособности заниматься работой. На протяжении всей истории творческий кризис много раз подтверждался документально.
Творческому кризису были подвержены такие профессиональные деятели искусств, как Фрэнсис Скотт Фицджеральд, Джозеф Митчелл, художник-карикатурист Чарльз Монро Шульц, британская певица Адель и пр. Исследования по данной теме проводились в конце 1970-х и 1980-х гг. Исследователи фокусировались в основном на творческом кризисе писателей. Состояние впервые было описано в 1947 году психоаналитиком Эдмундом Берглером.

## Причины
Творческий кризис может иметь несколько возможных причин. Иногда это творческие проблемы внутри самого автора. Писателю может не хватать вдохновения, или он может отвлекаться на другие события. Вымышленный пример можно найти в романе Джорджа Оруэлла «Да здравствует фикус!», в котором главный герой Гордон Комсток тщетно пытается закончить эпическую поэму, описывающую один день в Лондоне (пер. В. Домитеевой): «Размах не по плечу, да — не по силам. Собственно поэма не двигалась, за два года налеплена только куча фрагментов, разрозненных и незаконченных.»
Также кризис может возникать из-за внешних неблагоприятных обстоятельств в жизни или карьере писателя: физическая болезнь, депрессия, разрыв отношений, финансовое давление, ощущение провала. Сама необходимость иметь на выходе продукт может способствовать кризису, особенно если автор вынужден работать несвойственным ему образом (то есть под угрозой надвигающегося крайнего срока или в неподходящем стиле или жанре). Писательский блок может также происходить от страха не соответствовать прежним большим успехам. Писательница Элизабет Гилберт, размышляя над своими перспективами после выпуска бестселлера, предложила освобождаться от такого давления, называя креативных писателей «имеющими» гений, а не «являющихся» гениями.
Высказывалось предположение, что творческий кризис — больше, чем просто психическое явление. В условиях стресса человеческий мозг «переключает управление от коры больших полушарий к лимбической системе». Лимбическая система связана с инстинктивными процессами, такими, как реакция «бей или беги», и с поведением, основанном на «глубоко укоренившемся обучении». Ограниченный входной сигнал от коры больших полушарий препятствует творческим процессам, которые заменяются на поведение, связанное с лимбической системой. Человек часто не догадывается об этих изменениях и считает, что он творчески «заблокирован». В своей книге 2004 г. «The Midnight Disease: The Drive to Write, Writer’s Block, and the Creative Brain» (ISBN 978-0-618-23065-5) писательница и невролог Элис Флаэрти утверждала, что литературное творчество является функцией определённых областей головного мозга, и что блок может возникнуть из-за нарушения активности мозга в них.
В статье Лоуренса Оливера «Как преодолеть творческий кризис. В помощь студентам» говорится, что «студентам мало или совсем не советуют, как генерировать идеи и анализировать свои мысли, и обычно они проходят через писательский процесс без корректирующей обратной связи и без руководящего участия преподавателя, который воздерживается от комментариев и критики до оценки конечного результата.» Он говорит, что студенты «учатся писать в процессе письма», и часто чувствуют себя незащищенными и/или парализованными правилами.
Филлис Кёстенбаум в статье «The Secret Climate the Year I Stopped Writing» писала о своём страхе перед писательством, утверждая, что он напрямую был вызван реакцией её преподавателя. Она пишет: «Мне нужно было писать, чтоб чувствовать, но без чувства я не могла писать». В противоположность опыту Кестенбаум, преподавательница писательского мастерства Нэнси Соммерс выражает уверенность, что как не заканчиваются задания, даже когда студенты перестают писать, так не должны заканчиваться и комментарии преподавателей. Она призывает к обоюдному «партнерству», так, чтобы ответы писателей на черновики студентов превратились в беседу.
Джеймс Адамс в своей книге «Conceptual Blockbusting» отмечает, что среди различных причин блока имеются страх риска, «хаос» на стадии обдумывания текста, конфликт рассудительности с генерированием идей, неспособность взращивать идеи или отсутствие мотивации.

## Преодоление кризиса
Ирэн Кларк предлагает следующие стратегии для преодоления писательского блока: групповое обсуждение, ведение дневника, фрирайтинг, мозговой штурм, составление списков и работа с текстом. Оливер советует спрашивать о процессе написания текста писателей, а также рекомендует систематическую практику самоанализа, фрирайтинга и чувства воодушевления.
Исследования Гарбриэля Лассера Рико связывают кризис с межполушарной асимметрией, также, среди прочих, исследованной Розой и Линдой Флауэрс и Джоном Хейзом. Книга Рико «Writing the Natural Way» рассматривает различные стратегии преодоления писательского блока, обращая особенное внимание на работы Роуз, Оливера и Кларк. Джеймс Адамс, так же, как и Рико, обсуждает участие правого полушария в процессе написания текста. Автор книги «Write ON!» («Продолжайте писать!») Билл Дауни хотя и намеревается основывать свой подход на практических случаях, его концентрация на правополушарных техниках говорит о когнитивно-теоретическом подходе, аналогичном подходу Рико, с более практическими советами для писателей.

## Синдром чистого листа
Синдром чистого листа похож на писательский блок, но термин этот не психологический. Данный синдром может случиться с писателем в любой момент, вне зависимости от карьерного успеха. Он может раздражать авторов и часто приводит к долгому промежутку времени, когда они не могут начать ничего нового. Можно практиковать следующие стратегии преодоления этого синдрома: на некоторое время отвлечься от работы, читать книги или принуждать себя насильственно писать что-нибудь, даже не видя в этом смысла. Чтобы избежать синдрома чистого листа, лучше всего иметь чёткое представление, когда садиться писать, и не откладывать письмо на потом, потому что стресс только усугубляет этот синдром.

## Интересные факты
Проблеме творческого кризиса была посвящена научная статья «Неудачная попытка самостоятельно преодолеть творческий кризис», считающаяся самой короткой из когда-либо опубликованных. Статья содержала только авторские данные, заголовок и список литературы. Рецензент журнала в своём отзыве написал, что он «тщательно исследовал рукопись с помощью лимонного сока и рентгеновских лучей и не нашёл никаких недостатков в структуре и стиле изложения» и поэтому рекомендовал опубликовать статью без правки.